# قطرسيات
قِطْرِسيات (الاسم العلمي: Lyctocoridae). فصيلة حشرات بقية. صُنفت سابقًا ضمن فصيلة بقيات القراصنة الدقيقة.